# ナ・デネ語族
ナ・デネ語族（ナ・デネごぞく、Na-Dené languages）はアメリカインディアンの話す言語（アメリカ・インディアン諸語）の語族で、アラスカ・カナダ西部の広い範囲と、アメリカ合衆国本土太平洋岸北部、および合衆国南西部で用いられている。合衆国南西部のナバホ語の話者が最も多い。

## 分類
- トリンギット語（Tlingit language）- 話者数700人[1995]：アラスカ、カナダ西部
- アサバスカ・イヤック諸語（Athabaskan-Eyak）
  - イヤック語†（Eyak language）- 2008年に最後の話者マリー・スミス・ジョーンズが死亡[2]：アラスカ
  - アサバスカ諸語（Athabaskan languages）
    - 北部アサバスカ諸語（英語版）（Northern Athabaskan）- アラスカ、カナダ西部
      - ドグリブ語
      - チペワイアン語（チプウィアン語）
      - スレイビー語

    - 太平洋岸アサバスカ諸語（英語版）（Pacific Coast Athabaskan）- オレゴン、カリフォルニア
      - フーパ語

    - 南部アサバスカ諸語（英語版）（Southern Athabaskan/Apachean）- アリゾナ、ニューメキシコ等、合衆国南西部
      - ナバホ語（ナヴァホ語）
      - サンカルロス・アパッチ語（英語版）

## 系統
シベリア先住民のエニセイ語族（ケット語）や、ヒマラヤ西側のブルシャスキー語などに似た点があり、これらと同系とする説もあったが、言語学的に広く認められたものではなかった。しかし、2008年にエドワード・ヴァイダによりエニセイ語族とナ・デネ語族が同系統であるとの研究が発表された。これは動詞形態論や音韻の比較による厳密な方法論に基づくもので、有力な仮説と見られている。この2つの語族を合わせてデネ・エニセイ語族という呼称が提案されている。なお、これとは別に、シナ・チベット語族と近縁とする見方もある。
また太平洋沿岸のハイダ語もかつてはナ・デネ語族に含められたが、現在は別の孤立した言語とするのが通説となっている。